# Tenebrioninae
Tenebrioninae es una amplia subfamilia de tenebriónidos, donde se encuentran, entre otros, los conocidos como gusanos de la harina (Tenebrio molitor) o como el escarabajo de las bodegas (Blaps Lusitanica).

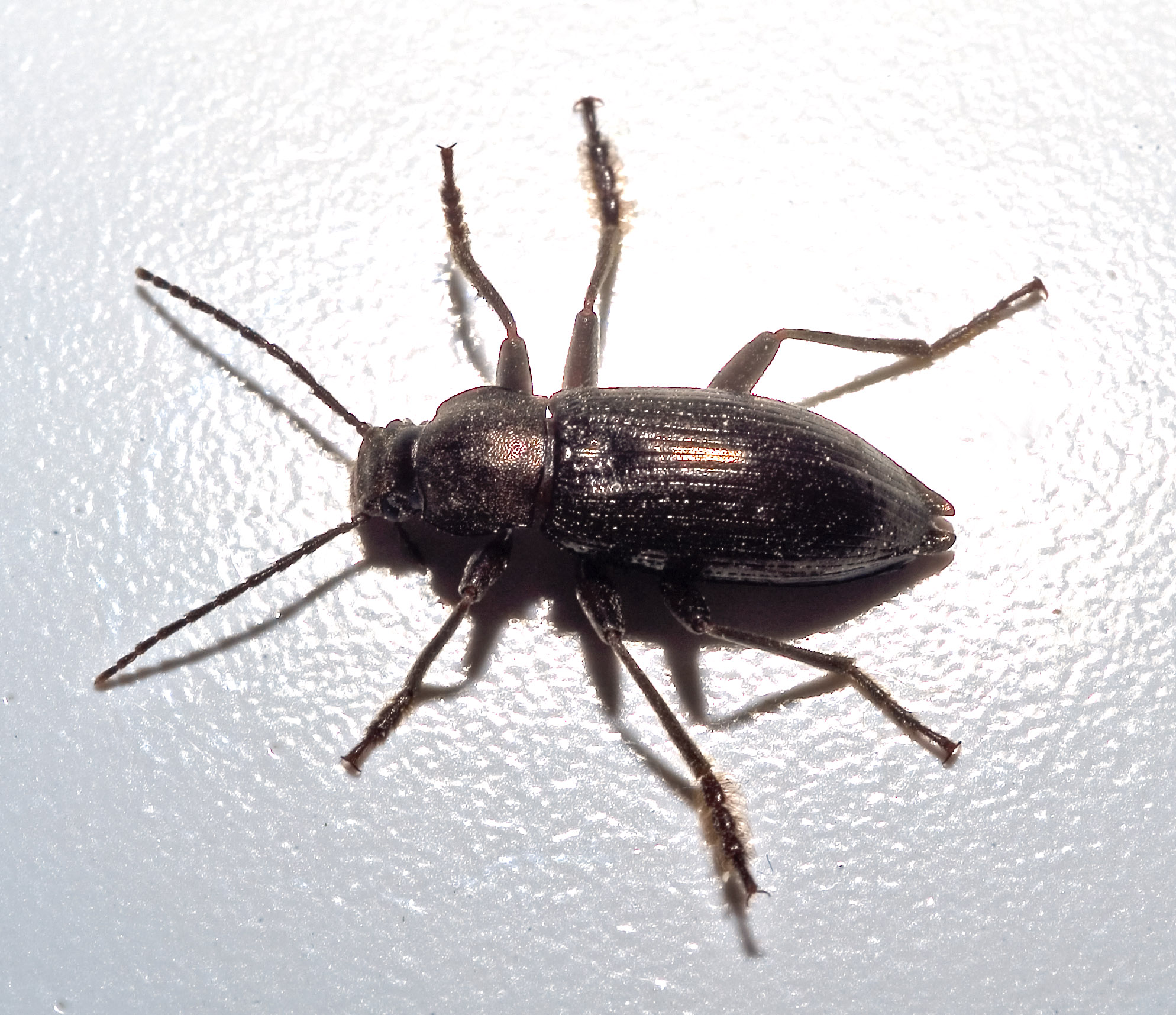
Helopini: Stenomax aeneus

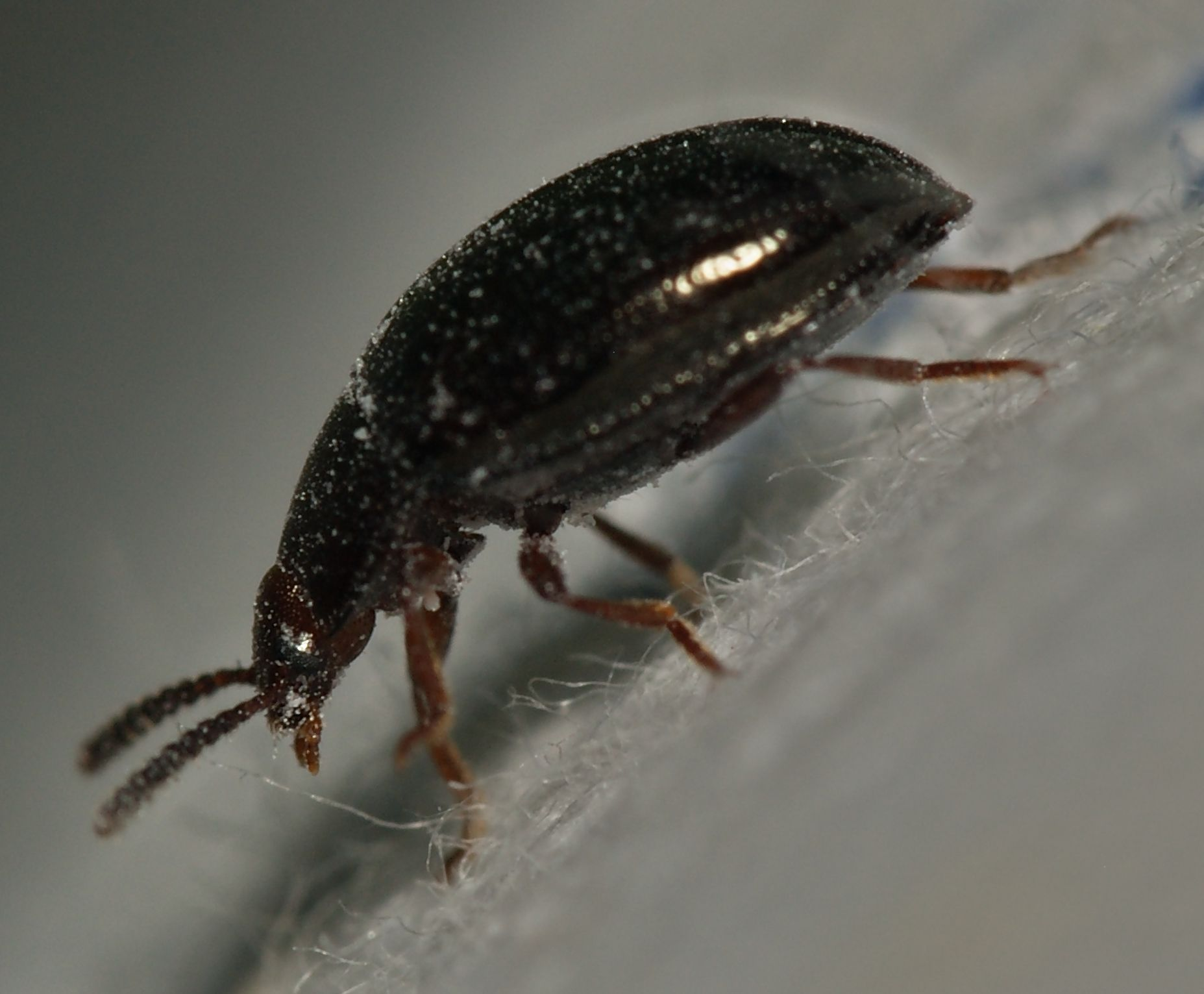
Scaphidemini: Scaphidema metallicum

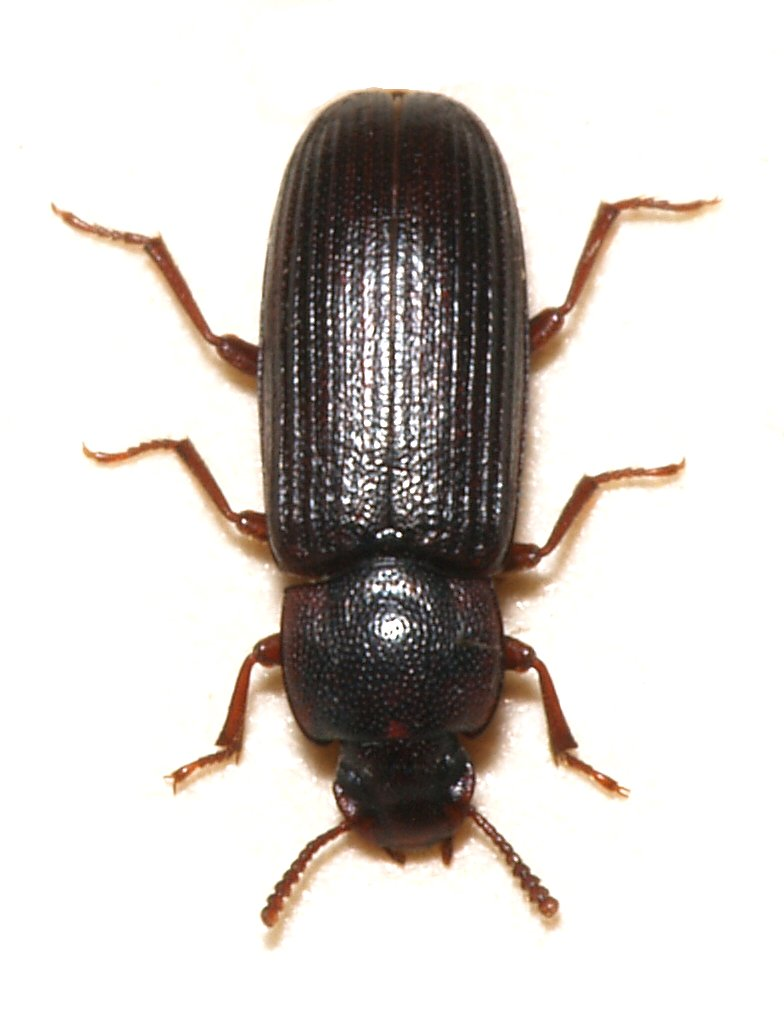
Triboliini: Tribolium destructor

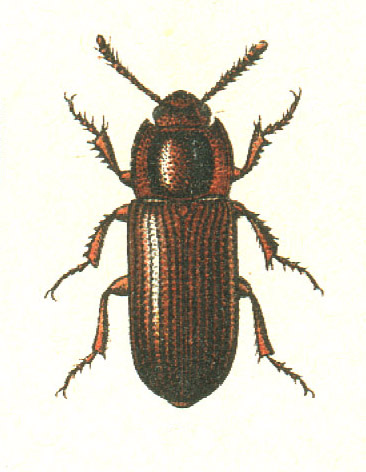
Ulomini: Uloma culinaris

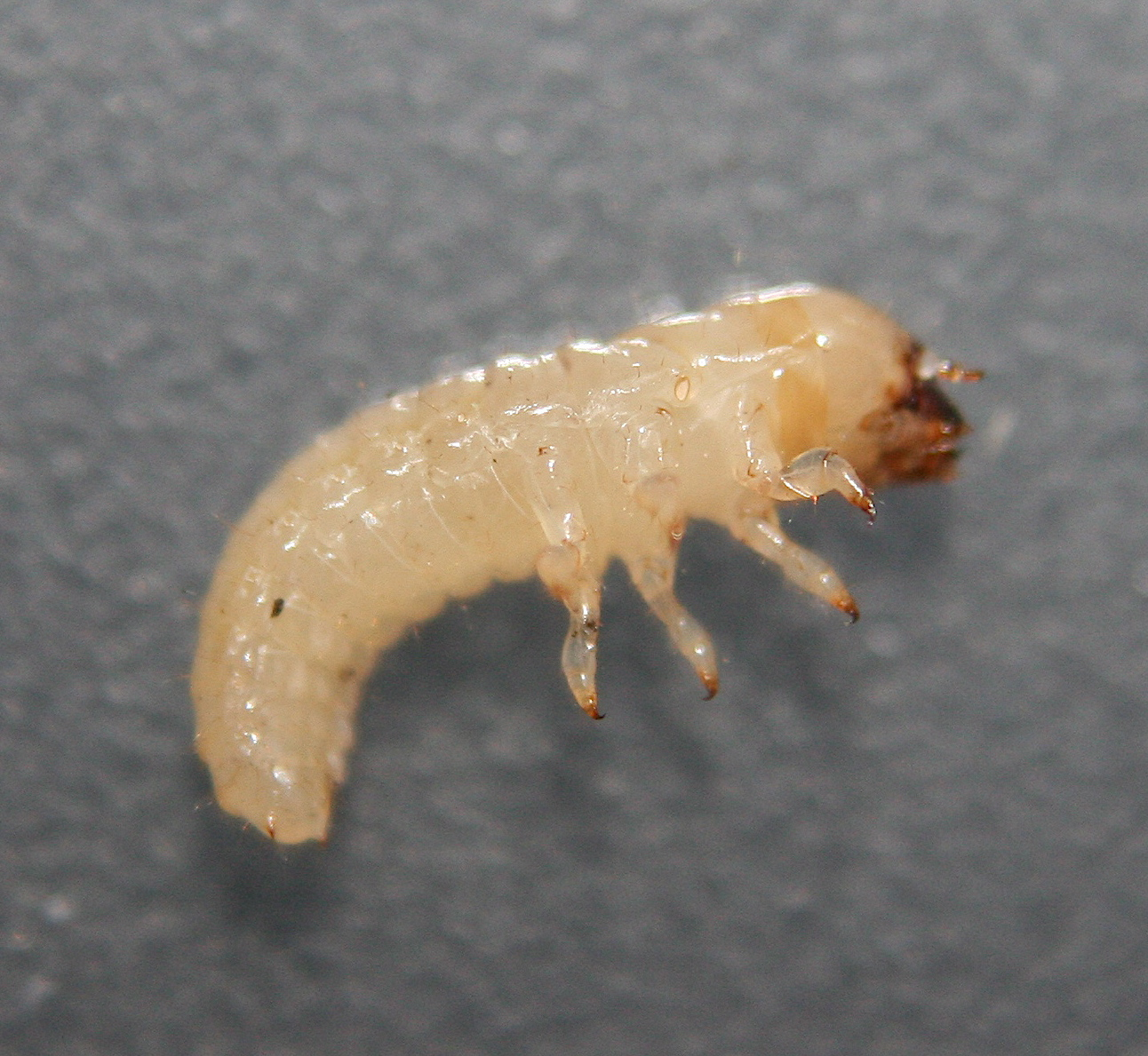
Larva de Bolitotherus cornutus

## Sistemática
Las tribus (y algunos géneros notables) son:
Alphitobiini Reitter, 1917 (a veces en Triboliini)
- Alphitobius Stephens, 1829
- Diaclina Jacquelin du Val 1861

Amarygmini
- Amarygmus
- Plesiophthalmus

Biuini

Blaptini Leach, 1815
- Blaps Fabricius, 1775
- Gnaptor Brullé 1832
- Prosodes Eschscholtz 1829
- Tagona Fischer von Waldheim 1822

Bolitophagini Kirby, 1837
- Atasthalomorpha
- Bolitoxenus
- Bolitophagus Illiger 1798
- Byrsax
- Eledona Latreille 1796
- Eledonoprius Reitter 19116

Dendarini Español, 1945 (a veces en Pedinini)
- Bioplanes Mulsant 1854
- Dendarus Latreille 1829
- Heliopathes Mulsant 1854
- Isocerus Latreille 1829
- Micrositus Mulsant & Rey 1854
- Phylan Dejean, 1821

Heleini
Helopini Latreille, 1802
- Allardius
- Catomus
- Cylindronotus Faldermann, 1837
- Enoplopus
- Entomogonus
- Erionura
- Euboeus
- Gunarus
- Hedyphanes
- Helopelius
- Helops
- Italohelops
- Misolampus
- Nalassus Mulsant, 1854
- Nephodinus
- Nesotes
- Odocnemis
- Probaticus
- Pseudoprobaticus
- Raiboscelis
- Stenohelops
- Stenomax Allard, 1876
- Xanthomus

Heterotarsini LeConte, 1862
- Heterotarsus

Leichenini Leng, 1920
- Leichenum

Melanimini
Opatrini Brullé, 1832
- Adavius
- Ammobius
- Anemia
- Clitobius
- Dilamus
- Falsocaedius
- Gonocephalum
- Hadrus
- Lobodera
- Melanesthes
- Melanimon Steven, 1829
- Mesomorphus
- Opatroides
- Opatrum
- Penthicus
- Platynosum
- Polycoelogastridium
- Prodilamus
- Psammestus
- Pseudoammobius
- Scleron
- Scleropatrum
- Sinorus

Palorini Matthews, 2003
- Astalbus
- Austropalorus
- Eutermicola
- Palorinus
- Palorus
- Platycotylus
- Prolabrus
- Pseudeba
- Ulomotypus

Pedinini Eschscholtz, 1829
- Pedinus Latreille, 1796

Platyscelidini Lacordaire, 1859
- Bioramix
- Oodescelis Motschulsky, 1845

Scaphidemini Reitter, 1922
- Basanus
- Scaphidema

Tenebrionini Latreille, 1802
- Bius Dejean, 1834
- Cryphaeus Klug 1833
- Encyalesthus
- Iphthiminus Spilman 1973
- Menephilus Mulsant 1854
- Neatus Le Conte, 1862
- Tenebrio Linnaeus, 1758
- Upis

Titaenini
- Artystona
- Callismilax
- Cerodolus
- Demtrius
- Leaus
- Partystona
- Pseudhelops
- Titaena

Toxicini

Triboliini Mulsant, 1854 (a veces en Ulomini)
- Aesymnus
- Erelus Mulsant & Rey 1853 (ubicación temporaria)
- Latheticus Waterhouse, 1880
- Lyphia
- Martianus Fairmaire, 1893 (ubicación temporaria)
- Metulosonia
- Mycotrogus
- Palorus Mulsant, 1854
- Tharsus
- Tribolium Macleay, 1825 (tal vez parafilético)
- Ulosonia

Ulomini Blanchard, 1845
- Gnathocerus
- Pelleas Bates 1872
- Uloma
- Ulomina Baudi 1876 (a veces en Palorini)

Además, el género Aphtora está agrupado de forma incierta en esta subfamilia.